# 奥尔桑科
奥尔桑科（法語：Orsanco，法語發音：[ɔʁsɑ̃ko]）是法国大西洋比利牛斯省的一个市镇，位于该省中部偏西，属于巴约讷区和巴斯克地区城市公共社区。

## 地理
奥尔桑科（43°17'35"N, 1°3'55"W）占地面积9.35 平方千米，位于法国新阿基坦大区大西洋比利牛斯省，该省份为法国东南部省份，涵盖了贝阿恩与北巴斯克，西临大西洋比斯開灣，北至朗德省，东北接热尔省，东临上比利牛斯省，南与西班牙接壤。
与奥尔桑科接壤的市镇（或旧市镇、城区）包括：茹瓦约斯河畔贝里、朗塔巴特、奥斯塔巴特-阿斯姆、圣帕莱、于阿尔米克斯。

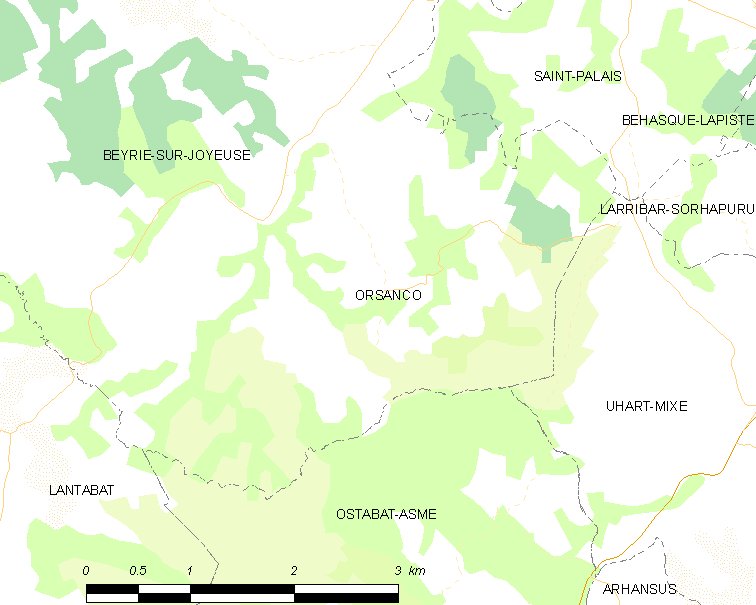
奥尔桑科的OSM定位图

奥尔桑科的时区为UTC+01:00、UTC+02:00（夏令时）。

## 行政
奥尔桑科的邮政编码为64120，INSEE市镇编码为64429。

## 政治
奥尔桑科所属的省级选区为比达什地区-阿米库塞-奥斯蒂巴尔县。

## 人口

1962-2008年间奥尔桑科人口变化图示

奥尔桑科于2022年1月1日时的人口数量为103人。